# 187 f.Kr.
| 187 f.Kr.          |
| ------------------ |
| Dødsfald - Fødsler |
|                    |

## Født
- Demetrios 1. Soter konge af Seleukideriget